# La última escapada
La última escapada (título original: Take Me Home Again) es un telefilme estadounidense de drama de 1994, dirigido por Tom McLoughlin, escrito por Ernest Thompson y basado en la novela The Lies Boys Tell de Lamar Herrin, musicalizado por Patrick Williams, en la fotografía estuvo Chuck Arnold y los protagonistas son Kirk Douglas, Craig T. Nelson y Bess Armstrong, entre otros. Este largometraje fue realizado por Patricia K. Meyer Productions y Von Zerneck-Sertner Films; se estrenó el 18 de diciembre de 1994.

## Sinopsis
Un anciano, viajante de comercio, se dispone a irse a vivir a la tierra donde nació luego de jubilarse. Entonces, convence a su hijo más grande para que lo acompañe en su último y largo recorrido de despedida.